# Circondario di Trento
Il circondario di Trento era uno dei circondari in cui era suddivisa la provincia di Trento.

## Storia
Il circondario venne istituito con il regio decreto 21 gennaio 1923, n. 93 contemporaneamente alla Provincia di Trento in seguito alla riorganizzazione amministrativa dei territori annessi al Regno d'Italia con il Trattato di Saint-Germain.
Si estendeva sul territorio degli ex distretti giudiziari di Cembra, Civezzano, Lavis, Pergine, Trento e Vezzano, e con parte del distretto politico di Mezzolombardo.
Nel 1926 furono aggregati al circondario di Trento i circondari soppressi di Cles, di Riva, di Rovereto e di Tione.
Il circondario di Trento venne soppresso nel 1927 come tutti i circondari italiani.

## Suddivisione
Il circondario fu suddiviso in mandamenti giudiziari dal maggio 1923:
- mandamento di Cembra
  - comuni di Cembra; Faver; Grauno; Grumes; Lisignago; Segonzano; Sevignano; Sover; Valda
- mandamento di Pergine
  - comuni di Canezza; Castagné; Costasavina; Falesina; Fierozzo; Frassilongo; Ischia; Madrano; Nogaré; Palù; Pergine; Roncogno; Sant'Orsola; Serso; Tenna; Viarago; Vigalzano; Vignola
- mandamento di Trento
  - comuni di Albiano; Baselga di Piné; Bedollo; Civezzano; Cognola; Faedo; Fornace; Gardolo; Giovo; Lavis; Lona-Lases; Mattarello; Meano; Miola; Povo; Ravina; Romagnano; San Michele all'Adige; Sardagna; Trento; Vigolo Vattaro; Villazzano
- mandamento di Vezzano
  - comuni di Baselga; Cadine; Calavino; Cavedine; Ciago; Covelo; Fraveggio; Lasino; Lon; Margone; Padergnone; Ranzo; Sopramonte; Terlago; Vezzano; Vigolo Baselga
- mandamento di Mezzolombardo
  - comuni di Andalo; Cavedago; Fai; Grumo; Mezzocorona; Mezzolombardo; Molveno; Nave San Rocco; Roveré della Luna; Spormaggiore; Zambana

Con il regio decreto 21 ottobre 1926, n. 1890 il circondario di Trento ereditò i mandamenti di Ala, Rovereto, Riva, Condino, Stenico, Tione, Cles, Fondo e Malè appartenenti ai circondari trentini soppressi.